# 許榮淑
許榮淑（1939年12月27日—），台灣政治人物，是民主進步黨及人民最大黨創黨黨員，曾任中華民國立法委員，現任人民最大黨主席、深耕文教基金會董事長。許榮淑的丈夫張俊宏亦為民進黨創黨黨員，兩人於1967年結婚，分居超過20年，從未簽離婚協議書。

## 選舉紀錄
| 年度 | 選舉屆數                     | 選舉區                                 | 所屬政黨     | 得票數    | 得票率 | 當選標記            | 備註       |
| ---- | ---------------------------- | -------------------------------------- | ------------ | --------- | ------ | ------------------- | ---------- |
| 1980 | 第一屆立法委員第三次增額選舉 | 台灣省第三選舉區                       | 無黨籍       | 79,312    | 7.59%  |                     |            |
| 1983 | 第一屆立法委員第四次增額選舉 | 台灣省第三選舉區                       | 無黨籍       | 118,898   | 10.82% |                     |            |
| 1986 | 第一屆立法委員第五次增額選舉 | 台灣省第三選舉區                       | 民主進步黨   | 191,840   | 15.10% |                     |            |
| 1991 | 第二屆國民大會代表選舉       | 台中市第一選舉區                       | 民主進步黨   | 23,857    | 13.67% |                     |            |
| 1998 | 第四屆立法委員選舉           | 全國不分區選舉區                       | 民主進步黨   | 2,966,834 | 29.6%  | 排名第八            |            |
| 2001 | 第五屆立法委員選舉           | 全國不分區選舉區                       | 民主進步黨   | 3,447,740 | 33.4%  | 排名第八            |            |
| 2004 | 第六屆立法委員選舉           | 全國不分區選舉區                       | 民主進步黨   | 3,471,429 | 35.72% | 排名第十七 遞補當選 |            |
| 2008 | 第七屆立法委員選舉           | 全國不分區及僑居國外國民立法委員選舉區 | 民主進步黨   | 3,610,106 | 36.91% |                     | 排名第十八 |
| 2012 | 第八屆立法委員選舉           | 全國不分區及僑居國外國民立法委員選舉區 | 人民最大黨   | 84,818    | 0.644% | 排名第一            |            |
| 2016 | 第九屆立法委員選舉           | 全國不分區及僑居國外國民立法委員選舉區 | 健保免費連線 | 51,024    | 0.419% | 排名第一            |            |

## 生平
1981年，許榮淑代替被判叛亂罪的張俊宏參選中彰投增額立法委員，當選。1998年，許榮淑結合民進黨剩餘美麗島系山頭成立新動力國會辦公室。
2005年1月，張俊宏與其女友林慧珍爆發糾紛。許榮淑說，她認為現在張俊宏遭到天譴，而她也很不諒解為何張俊宏把林慧珍帶回家：「你（張俊宏）去坐牢很辛苦嘛，出來想要玩一玩，我都可以！但是不要把牛都牽到家裡嘛，這樣不好嘛，這樣對我不敬嘛！（林慧珍）一天到晚都寫黑函，說我討契兄，寫了許多亂七八糟，好像你交的朋友都變成契兄。10年前我就知道他（張俊宏）會有天譴。」
2006年4月，許榮淑涉嫌協助陳育珅詐騙集團詐欺與掏空上市公司清三電子，遭邱毅告發詐欺罪；許榮淑叱之無稽，反控邱毅涉嫌誹謗罪。後許榮淑以證據不足未遭起訴，邱毅毀謗案後以和解收場。
2009年7月19日，許榮淑說，民進黨動輒指控包括中國國民黨在內的與中國大陸交流者「出賣台灣」，卻不拿證據出來，還禁止她與范振宗出席第五屆兩岸經貿文化論壇以監督國民黨，顯然是自相矛盾。7月23日，民進黨中評會以許榮淑違紀出席第五屆兩岸經貿文化論壇為由，將許榮淑停止黨權三年。7月24日，許榮淑說，身為大黨的民進黨還是要面對中國問題，她今天的行為就是要讓民進黨面對中國問題，「（民進黨主席）蔡英文，妳的中國政策是什麼？告訴我這個老阿嬤」；她同時諷刺，在民主、自由、人權及法治都落實的時候，民進黨中央現在又要用言論箝制她與同樣出席第五屆兩岸經貿文化論壇的范振宗。7月27日，民進黨召開臨時中評會，開除許黨籍。曾在許榮淑立委任內擔任其助理的民進黨臺北縣三重市黨部主任委員鍾鎮宇在自己主持的廣播電台節目上呼籲泛綠群眾冷靜看待許榮淑出席兩岸經貿文化論壇一事，引發部分深綠支持者不滿，他的節目被該電台停播，甚至有人打算罷免他。
2009年9月26日，許榮淑創立人民最大黨。
2010年4月29日，許榮淑、美麗島系大老許信良、中國國民黨榮譽主席連戰、中國國民黨榮譽主席吳伯雄、親民黨主席宋楚瑜參觀中國2010年上海世界博覽會，在上海西郊賓館會見中國共產黨中央委員會總書記胡錦濤。
2011年9月19日，許榮淑宣布參選2012年中華民國總統選舉，副手由地球公義連線總召集人吳嘉琍擔任，提出「人人當王雪紅」、「健保免費」等政見，並發起新台幣和人民幣匯率一比一的公民投票，及表達聲援前總統陳水扁的立場。然而，由於許榮淑及吳嘉琍僅取得不到2萬5,800份連署書，且並未將連署書送交中央選舉委員會審查，因此失去參選資格。
2011年9月28日，許榮淑與人民最大黨副秘書長莊嚴挑著一邊裝山蘇、一邊裝空心菜的扁擔，前往民進黨中央黨部「祝賀」民進黨25週年黨慶，嘲諷「空心蔡」蔡英文「乞丐趕廟公」開除許榮淑黨籍，也嘲諷民進黨既聽不見人民的聲音、也遠離許榮淑25年前奮鬥的目標。
2012年6月16日，許榮淑出席第四屆海峽論壇時爆料，有2名仍為民進黨黨員的前民進黨地方黨部主委與2名前民進黨立委一同出席本屆海峽論壇，但她不便透露姓名。
2015年5月2日，许荣淑與人民最大黨副主席杨荣光到上海市出席第十届两岸经贸文化论坛，许荣淑行前在桃园机场搭机时接受中评社采访，希望已於2014年回任民进党主席的蔡英文勇于突破、大胆西进。
2015年7月7日，許榮淑宣布參選2016年中華民國總統選舉，提出「制定新憲法、解散舊政黨、改造新國會、新地方自治、新城鄉平衡、新吏治風氣、新公民正義」七大訴求。許榮淑說，她一生追求民主、自由、人權，也因此成為民進黨創黨黨員，推動過老兵返鄉探親運動等人權活動，民進黨卻因為她赴中國大陸訪問就開除她的黨籍，她很不滿民進黨不尊重人民的聲音，所以她創立人民最大黨；她主張兩岸關係正常化、和平發展；不和中國大陸交流，就不會知道中國大陸多進步，也會沒有發言權。期間許榮淑未將連署書送交中央選舉委員會審查，因此失去參選資格。
2016年中華民國立法委員選舉，健保免費連線提名許榮淑等三人參選不分區立委，但三人都落選。
2016年9月28日是民進黨30週年黨慶，許榮淑發布新聞稿，期許二度執政的民進黨明定兩岸政策，「儘量避免淪為見招拆招的被動式因應」。
2021年3月11日，許榮淑呼籲，蔡英文政府應該儘速完整解密二二八事件、林宅血案與陳文成事件，「民進黨過去一直強調轉型正義，現在卻還不解密」。許榮淑同時批評，現在台灣只有一天的民主，投票日「人民最大」，隔天換成「民代最大」；現今政壇亂象起源於教育的錯誤，部分政治人物心中沒有四維八德、沒有禮義廉恥、只有利益熏心。
2023年1月19日，許榮淑表示，台海兩岸本來就應該有交流，雖然民進黨現在的黨綱包括台獨，但民進黨不應與中國大陸斷絕來往；許信良也贊成“固本西進”，與中國大陸保持交流。當初陳水扁政府開放小三通，是她們幾個民進黨立委去考察後，去向陳水扁爭取開放的；後來蔡英文的民進黨卻要修改《兩岸人民關係條例》，導致兩岸關係降至冰點。民進黨在2022年九合一選舉慘敗，就是因為“抗中保台”沒效了，變成“支持民進黨，就是打仗；支持國民黨，就是和平”；台灣年輕人根本不想打仗，民進黨卻讓台灣被美國人拿錢、利用，當過行政院大陸委員會主任委員的蔡英文完全沒有搞好兩岸關係。
許榮淑親妹妹許恆慈是前雲林縣縣長廖泉裕之妻，他們的女兒廖紫岑曾任台灣數位光訊科技執行長。

## 外部連結
- YouTube上的許榮淑頻道
- 許榮淑的Facebook專頁
- 許榮淑的Facebook專頁

| 政党职务   | 政党职务                       | 政党职务    |
| ---------- | ------------------------------ | ----------- |
| 人民最大黨 |                                |             |
| 首任       | 人民最大黨主席 2009年9月26日－ | 繼任： 現任 |